# Кианип
Кианип (Kyanippos) в древногръцката митология е цар на Аргос през 12 век пр.н.е. от династията на Биантидите.
Той е син на Егиалей, синът на Адраст и Амфитея, дъщерята на Пронакс.
Понеже баща му и дядо му Адраст падат убити в похода на Епигоните, Кианип е наследник на трона на Аргос. По това време той е още малолетен и затова регентството поемат Диомед и Евриал и управляват страната. По-късно Кианип поема управлението, умира обаче бездетен и така наследството на трона на Биантидите отива на Килараб и така отново на истинската царска фамилия на Анаксагоридите.